# Mesothuria megapoda
Mesothuria megapoda is een zeekomkommer uit de familie Mesothuriidae.
De wetenschappelijke naam van de soort werd in 1920 gepubliceerd door Austin Hobart Clark.